# Шарлотта Калла
Марина Шарлотта Калла (швед. Marina Charlotte Kalla, 22 липня 1987) — шведська лижниця, триразова олімпійська чемпіонка та триразова чемпіонка світу.
Першу золоту олімпійську медаль Калла виборола на олімпіаді у Ванкувері на дистанції 10 км. Крім того вона здобула срібну медаль у командному спринті. На Олімпіаді в Сочі Калла здобула срібну медаль у скіатлоні. Вона стала героїнею естафетної гонки, відігравши на останньому етапі понад 25 секунд, і завоювавши золоту медаль для збірної Швеції. Третю золоту олімпійську медаль Калла виграла на Олімпіаді в Пхьончхані в скіатлоні. 
Крім олімпійських медалей, Калла виграла 4 етапи кубка світу й Тур де скі 2008 року.
Чемпіонкою світу Шарлотта стала на чемпіонаті 2011, що проходив у Холменколлені, вигравши командний спринт у парі з Ідою Інгемарсдоттер. Другу золоту медаль чемпіонки світу вона здобула в Фалуні на дистинції 10 км вільним стилем. Третю — у складі естафетної команди Швеції на чемпіонаті світу в австрійському Зефельді.  